# Jérôme Buisson
Pour les articles homonymes, voir Buisson.
Jérôme Buisson, né le 15 janvier 1973 à Roanne (Loire), est un homme politique français.
Membre du Rassemblement national, il est élu député dans la 4e circonscription de l'Ain lors des élections législatives de 2022 et réélu lors des élections législatives de 2024. Il siège au sein du groupe RN et est membre de la commission des Affaires étrangères de l'Assemblée nationale.
Il est également conseiller municipal de Bourg-en-Bresse de 2014 à 2022 (réélu en 2020) et conseiller communautaire du Bassin de Bourg-en-Bresse de 2017 à 2022. Il est conseiller régional de la région Auvergne-Rhône-Alpes depuis 2021.

## Biographie
Jérôme Buisson naît le 15 janvier 1973 à Roanne. Il est un professeur d'italien exerçant dans deux établissements privés de Bourg-en-Bresse. Titulaire d'une licence en civilisation étrangère à l'université de Bologne, il obtient en 1999 un CAPES à l'université Jean-Moulin-Lyon-III. Il enseigne l'italien entre 2000 et 2015.
Il rejoint le Front national en 1991, à l'âge de 18 ans.
En novembre 2014, il devient conseiller municipal de Bourg-en-Bresse et conseiller de la communauté d'agglomération de Bourg-en-Bresse, puis du Bassin de Bourg-en-Bresse. Il est réélu dans ces fonctions en 2020.
En janvier 2016, il devient délégué départemental de la fédération du Front national de l'Ain. Il figure dans la liste localiste présentée par le Rassemblement national pour le rééquilibrage territorial lors des élections sénatoriales de 2020 dans l'Ain.
En octobre 2020, il reprend son activité d'enseignant mais en tant qu'indépendant.
Il est élu conseiller régional de la région Auvergne-Rhône-Alpes en 2021.
Lors des élections législatives de 2022, il est élu député pour le Rassemblement national dans la quatrième circonscription de l'Ain. Il revendique une campagne axée « sur des valeurs de droite ».
En juillet 2022, il abandonne ses mandats de conseiller municipal de Bourg-en-Bresse et conseiller communautaire de la communauté d'agglomération du Bassin de Bourg-en-Bresse.
Il est le seul député du RN ayant manifesté contre la réforme des retraites de 2023, prenant part au cortège de la CFDT.
Il est réélu lors des élections législatives de 2024.